# إيفان ستانغ
إيفان ستانغ (بالإنجليزية: Ivan Stang)‏ هو كاتب ومخرج أمريكي، ولد في 21 أغسطس 1954 في واشنطن العاصمة في الولايات المتحدة.

## وصلات خارجية
- إيفان ستانغ على موقع IMDb (الإنجليزية)
- إيفان ستانغ على موقع ميوزك برينز (الإنجليزية)
- إيفان ستانغ على موقع إن إن دي بي (الإنجليزية)
- إيفان ستانغ على موقع ديسكوغز (الإنجليزية)
- إيفان ستانغ على موقع قاعدة بيانات الفيلم (الإنجليزية)